# Idé Colubali
Idelino Gomes Colubali (Canchungo, 1º gennaio 1994) è un calciatore guineense, attaccante del Leixões.

## Carriera

### Club

#### Gondomar
Colubali ha cominciato la carriera con la maglia del Gondomar, all'epoca in Segunda Divisão – terzo livello del campionato portoghese. Ha esordito in squadra in data 10 marzo 2013, subentrando a Tiago Gomes nella sconfitta per 1-0 arrivata in casa del Fafe.
Il 2 marzo 2014 ha trovato la prima rete, in occasione del pareggio casalingo per 2-2 contro il Perafita. Rimasto in squadra per un biennio, Colubali ha totalizzato 25 presenze ed una rete nella terza divisione portoghese.

#### Fátima e União Leiria
Nell'estate 2014, Colubali si è trasferito al Fátima, sempre nel Campeonato Nacional de Seniores, nuovo nome della Segunda Divisão. Ha debuttato il 10 settembre, schierato titolare nel pareggio per 1-1 contro la Sertanense. Il 21 settembre ha trovato la prima rete, nel 3-1 inflitto all'Atlético Ouriense.
Nel gennaio 2015 è passato all'União Leiria. Ha disputato la prima partita il 15 febbraio, sostituendo Diego Zilio nella sconfitta interna per 0-1 contro la Sertanense. L'8 marzo ha trovato l'unica rete in campionato con questa maglia, nel pareggio per 1-1 in casa della Torreense.

#### Torreense e Alcanenense
Nell'estate 2015 è stato ingaggiato dalla Torreense. Ha esordito il 20 settembre dello stesso anno, nello 0-0 maturato sul campo del Loures. Dopo 5 presenze in campionato e nessuna rete, nella finestra di trasferimento invernale di quella stessa sessione è passato all'Alcanenense, per cui ha giocato la prima partita il 23 gennaio 2016, nel 2-0 inflitto al Crato: è stato autore di una delle reti in favore della sua squadra.

#### Boavista
Nell'estate 2016, Colubali è stato ingaggiato dal Boavista. Ha esordito in Primeira Liga in data 5 dicembre 2016, subentrando a Philipe Sampaio nella sconfitta per 2-1 maturata sul campo del Paços de Ferreira. Ha disputato 5 partite in campionato, nel corso di quella stessa annata, senza segnare alcuna rete.

#### Jerv
Il 31 luglio 2017, i norvegesi del Jerv – militanti in 1. divisjon, secondo livello del campionato – hanno reso noto d'aver ingaggiato Colubali con la formula del prestito, fino al termine della stagione. Ha scelto di vestire la maglia numero 45. Ha esordito in squadra in data 6 agosto, subentrando a Brice Wembangomo nella vittoria casalinga per 2-0 sul Fredrikstad. Il 16 agosto ha trovato la prima rete, nella sconfitta casalinga per 2-3 contro l'Arendal. Ha chiuso questa porzione di stagione in squadra con 12 presenze e 2 reti, tra campionato e coppa.

#### Cinfães
Terminato il prestito al Jerv, è tornato al Boavista per fine prestito. A gennaio 2018 si è trasferito al Cinfães a titolo definitivo, tornando a calcare i campi del Campeonato de Portugal l'11 febbraio, subentrando a Rodrigo Thompson nella sconfitta per 3-0 patita sul campo del Salgueiros. Il 18 febbraio ha trovato le prime reti, siglando una doppietta nel 3-1 inflitto alla sua ex squadra del Gondomar.

## Statistiche

### Presenze e reti nei club
Statistiche aggiornate al 1º marzo 2018.
| Stagione        | Club            | Campionato      | Campionato | Campionato | Coppe nazionali | Coppe nazionali | Coppe nazionali | Coppe continentali | Coppe continentali | Coppe continentali | Supercoppe | Supercoppe | Supercoppe | Totale | Totale |
| Stagione        | Club            | Comp            | Pres       | Reti       | Comp            | Pres            | Reti            | Comp               | Pres               | Reti               | Comp       | Pres       | Reti       | Pres   | Reti   |
| --------------- | --------------- | --------------- | ---------- | ---------- | --------------- | --------------- | --------------- | ------------------ | ------------------ | ------------------ | ---------- | ---------- | ---------- | ------ | ------ |
| 2012-2013       | Gondomar        | SD              | 7          | 0          | CP+CdL          | ?               | ?               | -                  | -                  | -                  | -          | -          | -          | 7+     | 0+     |
| 2013-2014       | Gondomar        | CS              | 18         | 1          | CP+CdL          | ?               | ?               | -                  | -                  | -                  | -          | -          | -          | 18+    | 1+     |
| Totale Gondomar | Totale Gondomar | Totale Gondomar | 25         | 1          |                 | ?               | ?               |                    | -                  | -                  |            | -          | -          | ?      | ?      |
| 2014-gen. 2015  | Fátima          | CS              | 17         | 2          | CP+CdL          | ?               | ?               | -                  | -                  | -                  | -          | -          | -          | 17+    | 2+     |
| gen.-giu. 2015  | União Leiria    | CS              | 8          | 1          | CP+CdL          | ?               | ?               | -                  | -                  | -                  | -          | -          | -          | 8+     | 1+     |
| 2015-gen. 2016  | Torreense       | CP              | 5          | 0          | CP+CdL          | ?               | ?               | -                  | -                  | -                  | -          | -          | -          | 5+     | 0+     |
| gen.-giu. 2016  | Alcanenense     | CP              | 15         | 8          | CP+CdL          | ?               | ?               | -                  | -                  | -                  | -          | -          | -          | 15+    | 8+     |
| 2016-2017       | Boavista        | PL              | 5          | 0          | CP+CdL          | 0               | 0               | -                  | -                  | -                  | -          | -          | -          | 5      | 0      |
| lug.-dic. 2017  | Jerv            | 1D              | 11         | 2          | CN              | 1               | 0               | -                  | -                  | -                  | -          | -          | -          | 12     | 2      |
| gen.-giu. 2018  | Cinfães         | CP              | 2          | 2          | CP+CdL          | -               | -               | -                  | -                  | -                  | -          | -          | -          | 2      | 2      |
| Totale          | Totale          | Totale          | 88         | 16         |                 | 1+              | 0+              |                    | -                  | -                  |            | -          | -          | 89+    | 16+    |

## Palmarès

### Club

#### Competizioni nazionali
- Coppa d'Albania: 1

Teuta: 2019-2020